# Jey Uso
Joshua Samuel Fatu (San Francisco, California, 22 de agosto de 1985) es un luchador profesional estadounidense. Actualmente trabaja para la empresa WWE para la marca Raw, donde se presenta bajo el nombre de Jey Uso. Es miembro de la renombrada familia Anoa'i de luchadores profesionales de Samoa. Durante la mayor parte de su carrera, formó equipo con su hermano gemelo Jimmy Uso, siendo conocidos como The Usos. 
Jey es diez veces campeón en parejas de la WWE, al ser Campeón en Parejas de Raw en cuatro ocasiones y Campeón en Parejas de SmackDown en seis ocasiones, ocho como miembro de The Usos, y una con Cody Rhodes. Su quinto reinado como campeón en parejas de SmackDown es el más largo en la historia de la WWE, con un total de 622 días. Él y Jimmy son el primer equipo en ganar los títulos de ambas marcas y en ser campeones simultáneamente. El dúo ganó el Slammy Award al Equipo de Parejas del Año tanto en 2014 como en 2015.
Como luchador profesional individual, Fatu ha ganado una vez el Campeonato Intercontinental de la WWE , ganó el André the Giant Memorial Battle Royal en 2021, el Royal Rumble (2025) y el Campeonato de Peso Pesado de la WWE.

## Primeros años
De ascendencia samoana, nació el 22 de agosto de 1985, nueve minutos después que Jonathan (Jimmy), hijos de Talisua Fuavai y el luchador profesional Solofa Fatu Jr., conocido como Rikishi. Como hijo del miembro del Salón de la Fama de la WWE, también es parte de la familia Anoaʻi. Asistió a la escuela secundaria Escambia en Pensacola, Florida, donde jugó fútbol americano. Continuó su carrera futbolística en la Universidad de West Alabama de 2003 a 2005, donde jugó como linebacker.

## Carrera como futbolista
Antes de la temporada 2005, el entrenador en jefe de fútbol de la UWA, Sam McCorkle, citó en un artículo de Tuscaloosa News que Fatu sería uno de los jugadores a seguir. McCorkle espera que Josh Fatu, quien anteriormente estuvo fuera por razones académicas, junto con otro apoyador, Kidane McBride, quien fue transferido de Tennessee-Martin, ayuden a proporcionar tiros a la defensiva. Desafortunadamente, la temporada no fue como Fatu esperaba.
Al darse cuenta de que su carrera futbolística no se dirigía por un camino deseable, Fatu y su hermano Jonathan decidieron seguir la tradición familiar de incursionar en la lucha libre profesional.

## Carrera como luchador profesional

### Circuito independiente (2008-2009)
Joshua hizo su debut en la lucha libre profesional para World Xtreme Wrestling (WXW) junto a su hermano Jonathan, como un equipo llamado The Fatu Twins el 8 de junio de 2007. Comptió bajo el nombre de Joshua Fatu.
El 12 de diciembre de 2008, Joshua hizo su aparición para National Wrestling Alliance (NWA) en el evento NWA Prime Time en Columbus, Georgia como Josh Fatu. Fue miembro de un equipo llamado The Samoan Soldiers con su hermano Jonathan.
En 2009, él y su hermano lucharon dos veces como equipo para Xtreme Championship Wrestling (XCW) en Decature y North Richland Hills, Texas.

### World Wrestling Entertainment/WWE

#### Florida Championship Wrestling (2009–2010)
Hizo su debut el 14 de enero de 2010 como Jules Uso, uniéndose a un equipo con su hermano, llamado The Uso Brothers al derrotar a The Rotundo Brothers (Duke y Bo). En un choque de luchadores generacionales el 18 de febrero, The Rotundo Brothers se asoció con Wes Brisco para derrotar a The Usos y Donny Marlow. Continuaron su asociación con Marlow en las grabaciones de televisión el 25 de febrero, cuando él los acompañó al ringside para una victoria contra Titus O'Neil y Big E Langston. En marzo, se les uniría Sarona Snuka, quien comenzó a actuar como su mánager y el 13 de marzo, The Usos derrotaron a The Fortunate Sons (Joe Hennig y Brett DiBiase) para ganar el Campeonato en Parejas de FCW. Hicieron su primera defensa del título en las grabaciones de televisión del 18 de marzo al derrotar a The Dudebusters (Trent Baretta y Caylen Croft), ganando el combate. Continuaron defendiendo con éxito el título ante otros equipos hasta el 3 de junio, cuando The Usos cayeron derrotados ante Los Aviadores (Hunico y Dos Equis), terminando con un reinado de 82 días.

#### Primeros años en el roster principal (2010–2013)
En el episodio del 24 de mayo de 2010 de Raw, The Usos (con Jules ahora luchando como Jey Uso) y Tamina Snuka hicieron su debut como heels al atacar a los Campeones Unificados en Parejas de la WWE, The Hart Dynasty (Tyson Kidd, David Hart Smith & Natalya). La semana siguiente, el entonces gerente general de la marca, Bret Hart, declaró que los tres samoanos habían firmado contratos. Esa noche, afirmaron que buscaban respeto para los Anoa'i, sin embargo Fueron interrumpidos y atacados por The Hart Dynasty, quienes buscaban desquitarse del ataque sorpresa de la semana anterior. The Usos intentó atacar a The Hart Dynasty nuevamente en el episodio del 7 de junio de Raw, pero estos contraatacaron. Jey y Jimmy hicieron su debut en el episodio del 17 de junio de Superstars, derrotando a Goldust & Mark Henry. Tres días después, hicieron su debut en eventos PPV al perder ante The Hart Dynasty en una lucha por equipos mixtos en Fatal 4-Way. Después, se programó una revancha entre ambos tríos para el episodio del 28 de junio, pero el combate nunca comenzó ya que The Usos atacó a los Harts cuando estaban entrando al ring. The Usos derrotaron a The Hart Dynasty por primera vez en una lucha por equipos mixtos en el episodio del 12 de julio de Raw cuando Jey cubrió a Smith. Desafiaron a The Hart Dynasty por el Campeonato Unificado en Parejas en Money in the Bank, pero no tuvieron éxito. En el episodio del 26 de julio de Raw, Jey se enfrentó a Randy Orton en su primer combate individual en WWE, pero fue derrotado. Él y su hermano recibieron otra oportunidad por los títulos en parejas en Night of Champions en un Tag Team Turmoil match, donde eliminaron tanto a The Hart Dynasty como al equipo de Vladimir Kozlov y Santino Marella antes de ser eliminados por Mark Henry y Evan Bourne. En el episodio del 6 de diciembre, The Usos estaban en un Fatal 4-way Tag match y fueron eliminados, pero Tamina se quedó en la esquina de Marella y Kozlov cuando ganaron el Campeonato en Parejas de la WWE; como resultado, ella los dejaría para irse con Marella y Kozlov.
El 26 de abril de 2011, ambos Usos fueron reclutados para la marca SmackDown como parte del Draft Suplementario. En el episodio del 2 de junio de Superstars, el dúo se enfrentó a The Corre (Justin Gabriel & Heath Slater) en un esfuerzo fallido. A lo largo de junio de 2011, The Usos continuaron completando victorias con Gabriel y Slater en luchas por equipos, mientras lograban derrotarlos en dos luchas de seis hombres mientras se asociaban una vez con Ezekiel Jackson y otra con Trent Barreta. Luego comenzaron a realizar el Siva Tau (una danza de guerra tradicional de Samoa), como parte de su entrada al ring. En el episodio del 29 de julio de SmackDown, The Usos desafió a David Otunga & Michael McGillicutty por los títulos de parejas, pero fueron derrotados.
Jey y su hermano Jimmy luego comenzaron a aparecer en la quinta temporada de NXT en septiembre de 2011, lanzando ataques posteriores contra el equipo de Darren Young y JTG. Ambos derrotaron a Young y JTG en el episodio del 27 de septiembre de NXT. Sin embargo, al igual que The Usos debutaron en NXT, fueron atacados después de su victoria por otro equipo debutante, Curt Hawkins & Tyler Reks, y fueron derrotados por ellos la semana siguiente. En los meses siguientes y hasta 2012, The Usos intercambiaron victorias con Hawkins y Reks en NXT, mientras perdían continuamente ante Primo y Epico en SmackDown. En marzo de 2012, The Usos comenzaron una rivalidad con Young y Titus O'Neil, después de que se burlaran de su baile tradicional. Aunque The Usos vencieron en luchas por equipos, Jey y su hermano fueron derrotados continuamente en luchas individuales. En el episodio final de temporada de NXT el 13 de junio, The Usos derrotó a Johnny Curtis & Michael McGillicutty.
Jey y Jimmy tuvieron un feudo con The Ascension (Conor O'Brian & Kenneth Cameron) en el episodio del 15 de agosto de NXT, con una lucha entre los dos equipos que terminó con victoria de The Usos por descalificación; The Ascension luego realizó un ataque posterior contra The Usos. En el episodio del 29 de agosto, desafiaron a The Ascension, pero ellos nuevamente les propinaron una paliza. En el episodio del 5 de septiembre, The Ascension derrotó a The Usos, y después se asociaron con Richie Steamboat para caer ante The Ascension y Kassius Ohno en el episodio del 17 de octubre. La enemistad de The Usos con The Ascension se interrumpió cuando Cameron fue liberado de la WWE.
En WrestleMania XXVIII, The Usos desafiaron sin éxito por el Campeonato de Parejas de la WWE en un combate de triple amenaza contra Primo & Epico & y Tyson Kidd & Justin Gabriel cuando los Colón retuvieron sus títulos. En el evento No Way Out, The Usos compitieron contra los equipos de Primo & Epico, Gabriel & Kidd, y The Prime Time Players (Young & O'Neil) en un Fatal-4-Way Tag Team Match para determinar los contendientes #1 para el título de parejas de la WWE, fracasando en el intento. Después en el Raw 1000, The Usos hizo una aparición bailando con su padre, Rikishi, después de que él hizo un regreso al derrotar a Heath Slater. En el episodio del 7 de septiembre de SmackDown, The Usos no lograron ganar un combate de Triple Threat Tag Team por el contendiente #1 a los títulos contra los Colon y The Prime Time Players.

#### Campeón en Parejas de WWE/Raw (2013–2016)
En el episodio del 3 de junio de 2013 Raw, The Usos comenzaron a usar pintura facial similar a la de su difunto tío Eddie Fatu, también conocido como Umaga, como un medio para resaltar aún más su cultura samoana.  Durante los meses siguientes, compitieron por el Campeonato en Parejas de la WWE de The Shield. En Money in the Bank, desafiaron a Seth Rollins y Roman Reigns por los títulos, pero no tuvieron éxito. Después en Hell in a Cell en octubre, participaron en una lucha por equipos de triple amenaza contra The Shield y el equipo de Cody Rhodes & Goldust, que no lograron ganar.
Tanto Jey como Jimmy participaron en el Traditional Survivor Series match de Survivor Series, haciendo equipo con Rey Mysterio, Cody Rhodes y Goldust enfrentándose a The Real Americans (Jack Swagger & Cesaro) y The Shield (Rollins, Reigns y Dean Ambrose), logrando sacar a Swagger del combate antes de ser eliminado por Rollins. Su equipo perdería el combate. Después de un breve feudo contra The Wyatt Family, a principios de 2014, The Usos entraría en una racha ganadora y comenzaron a exigir un combate titular ante The New Age Outlaws. Recibieron una oportunidad por el título en parejas en Elimination Chamber, pero una vez más no tuvieron éxito. Finalmente el 3 de marzo en Raw, Jey y su hermano ganaron los títulos por primera vez en el main roster. Luego en el kick-off de WrestleMania XXX defendieron con éxito los títulos contra Ryback y Curtis Axel, The Real Americans y Los Matadores en un Fatal 4-Way Tag Elimination match. Reanudaron una rivalidad con The Wyatt Family, reteniendo exitosamente los títulos contra Luke Harper y Erick Rowan tanto en Money in the Bank como en Battleground en un 2-out-of-3 Falls match. Sin embargo, tras 202 días de reinado, el dúo perdió los títulos ante los hermanos Rhodes (Stardust & Goldust) en el evento Night of Champions.

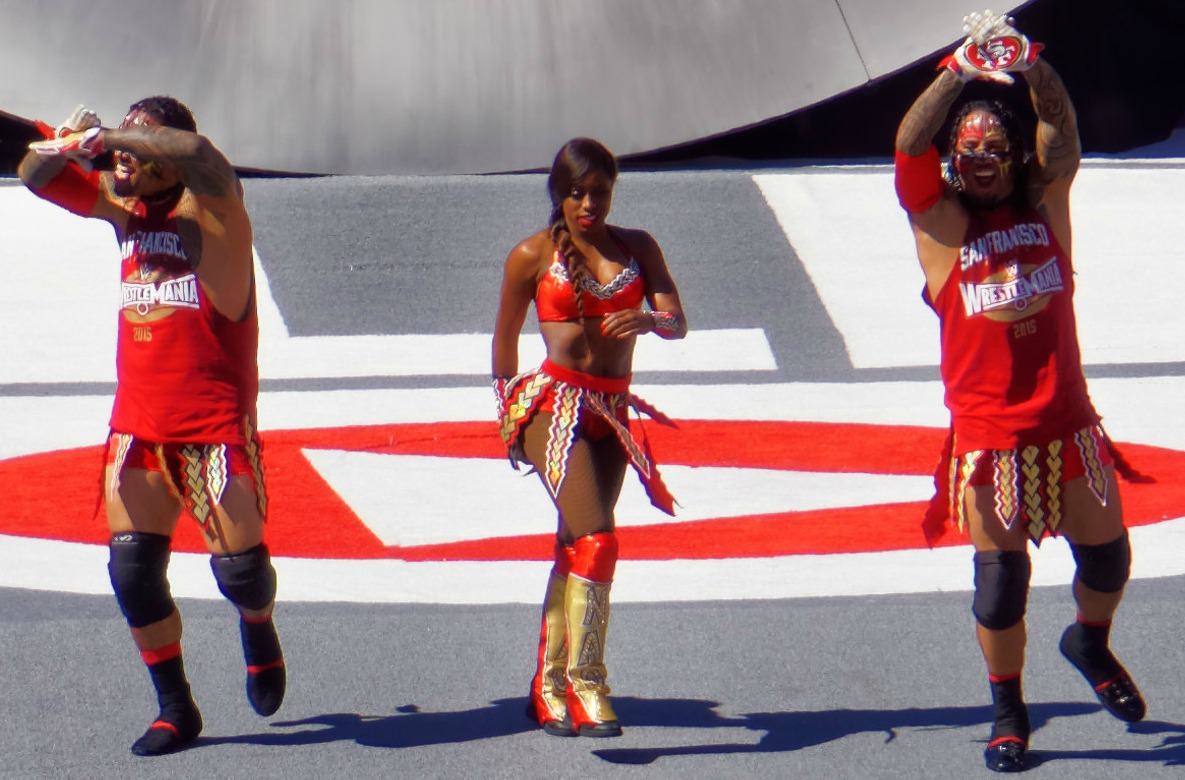
Jey haciendo su entrada con Jimmy y Naomi, antes de su combate en WrestleMania 31.

En la edición del 29 de diciembre de 2014 de Raw, Jey y Jimmy recuperaron los títulos tras vencer a The Miz & Damien Mizdow, ya con Naomi como mánager. Sin embargo, en febrero de 2015 perdieron los títulos en Fastlane contra Tyson Kidd & Cesaro. A pesar de obtener una revancha la noche siguiente en Raw, The Usos no pudieron destronar a Kidd y Cesaro, debido a que Natalya interfirió en el combate. En las grabaciones de SmackDown del 9 de marzo, Jey sufrió una lesión legítima en el hombro. En el kick-off de WrestleMania 31, ambos Usos compitieron en una Fatal 4-Way match ante Kidd y Cesaro, The New Day y Los Matadores, que terminaron perdiendo y Jey se lesionó aún más. Después de que sufriera una dislocación anterior del hombro en el brazo izquierdo, permaneció fuera de la televisión de la WWE durante unos seis meses. 
Jey regresó en el episodio del 2 de noviembre de 2015 en Raw para formar equipo con su hermano Jimmy, su primo Roman Reigns, además de Dean Ambrose y Ryback enfrentándose al equipo de Seth Rollins, Kevin Owens y The New Day (Big E, Kofi Kingston & Xavier Woods) en una lucha por equipos de eliminación, del cual salieron victoriosos. En el episodio del 30 de noviembre, The Usos compitieron en una lucha para definir a los contendientes #1 a los títulos de The New Day contra The Lucha Dragons (Sin Cara & Kalisto), que terminó en una doble descalificación cuando The New Day atacó a ambos equipos. Más tarde esa noche, Stephanie McMahon le dijo a The Usos que serían insertados en la lucha por el campeonato en parejas en el evento TLC: Tables, Ladders & Chairs si Roman Reigns derrotase a Sheamus, lo cual pasó aunque la lucha terminara por descalificación. En TLC el 13 de diciembre, compitieron ante The New Day y Lucha Dragons en un Ladder match, pero fueron derrotados.
En el Royal Rumble 2016, The Usos desafiaron a The New Day por el Campeonato de Parejas de la WWE, perdiendo el combate. En febrero, formaron equipo con The Dudley Boyz para vencer a The New Day y Mark Henry en un Tables Tag Team match; sin embargo, después serían atacados por ellos con las mesas, iniciando un feudo entre ambos equipos. En el kick-off de WrestleMania 32, Jey y su hermano Jimmy derrotaron a The Dudley Boyz, pero la noche siguiente en Raw, fueron derrotados por los ellos en un Tables match. En el episodio del 11 de abril, derrotaron a The Social Outcasts en la primera ronda de un torneo por equipos. Después del combate, fueron atacados por Luke Gallows & Karl Anderson. La siguiente semana en Raw, perdieron ante The Vaudevillains (Simon Gotch & Aiden English) en la ronda de semifinales. En el episodio del 2 de mayo de Raw, The Usos y Roman Reigns fueron derrotados por AJ Styles , Gallows y Anderson en una lucha por equipos de seis hombres cuando Jey recibió el pinfall cortesía de Styles. En Extreme Rules, The Usos fueron derrotados por Gallows y Anderson en un Texas Tornado match, aunque más tarde esa noche, ayudaron a Reigns a retener su título frente a Styles en el evento principal.

#### Campeón en Parejas de SmackDown (2016-2019)
El 19 de julio de 2016, en el regreso del Draft, Jey fue reclutado junto con Jimmy para la marca SmackDown Live. Tras ello, derrotaron a Breezango (Fandango & Tyler Breeze) en el kick-off de Battleground, y posteriormente en el kick-off de SummerSlam a The Ascension, The Vaudevillains y Breezango formando equipo con American Alpha (Jason Jordan & Chad Gable) y The Hype Bros (Zack Ryder & Mojo Rawley). Luego, ingresaron a un torneo de ocho equipos para determinar a los primeros Campeones en Parejas de SmackDown, presentado por Shane McMahon y Daniel Bryan. En el episodio del 6 de septiembre, Jey (al igual que Jimmy) cambió a heel por primera vez desde 2011 cuando atacaron a American Alpha tras perder ante ellos en sólo 28 segundos en las semifinales, dejando también atrás el Siva Tau. En el evento Backlash, The Usos derrotaron a The Hype Bros antes de enfrentarse a Heath Slater & Rhyno en la final del torneo, pero fueron derrotados. Ambos hermanos enfrentaron a los nuevos campeones en No Mercy el 9 de octubre, donde fueron derrotados nuevamente. Durante este periodo, modificaron su gimmick al de unos matones callejeros, y posteriormente en Survivor Series participaron en un Traditional Survivor Series Elimination Tag Team match, donde fueron los últimos elimnados por Cesaro & Sheamus del Team Raw. Posteriormente, Jey y Jimmy reanudarían su enemistad con American Alpha después en Elimation Chamber en un Tag Team Turmoil match, que acabó con victoria del equipo de Gable & Jordan.
En el episodio del 21 de marzo de 2017 de SmackDown, The Usos derrotaron a American Alpha para ganar el Campeonato en Parejas de SmackDown, convirtiéndose en el primer dúo en haber ganado tanto el Campeonato en Parejas de Raw (aunque bajo el nombre de WWE Tag Team Championship) como el Campeonato en Parejas de SmackDown. En el episodio del 11 de abril, tuvieron éxito en su primera defensa al derrotar a Gable & Jordan en una revancha, poniendo fin a su rivalidad. Jey y Jimmy retuvieron nuevamente los títulos en Backlash contra Breezango y en Money in the Bank contra The New Day (Big E & Kofi Kingston), pero los perdieron en Battleground ante estos últimos, sólo que Woods se intercambió con Big E, poniendo fin a su reinado de 124 días. El 20 de agosto en el pre-show de SummerSlam, derrotaron a The New Day para ganar de nuevo los títulos. No obstante, su reinado terminó en el episodio del 12 de septiembre de SmackDown después de perder ante The New Day en Sin City Street Fight, pero recuperándolo en un Hell in a Cell match en el evento homónimo. En el episodio del 10 de octubre, Jey afirmó que él y su hermano tenían respeto por The New Day, convirtiéndose en faces. 
Posteriormente en Survivor Series, Jey y Jimmy como representantes de SmackDown Live derrotaron a los Campeones de Parejas de Raw Cesaro & Sheamus en un Champion vs. Champion match. Un mes después en Clash of Champions, retuvieron el título en una Fatal 4-Way match ante los equipos de Chad Gable & Shelton Benjamin, Rusev & Aiden English y The New Day (Big E & Kofi Kingston). A inicios de 2018 en Royal Rumble, retuvieron los títulos contra Gable y Benjamin en un 2-out-of-3 Falls match, ganando 2-0. Tras ello, reanudaron su rivalidad con The New Day, culminando en una lucha por el título en Fastlane, que terminaría en un no-contest debido a la interferencia de The Bludgeon Brothers. Por ello se pactó un combate entre los tres equipos para WrestleMania 34, donde Jey luchó por primera vez en la cartelera principal, aunque junto a Jimmy fueron derrotados por el equipo de Harper y Rowan, lo que puso fin a su reinado en 182 días. En el SmackDown post-WrestleMania, los hermanos derrotarían a The New Day para ganar una revancha contra Harper y Rowan por los títulos de SmackDown en Greatest Royal Rumble. En el evento celebrado en Arabia Saudita el 27 de abril, fueron derrotados por ellos al ser Jey cubierto por Rowan.
En el episodio del 22 de mayo de 2018 de SmackDown, The Usos intentaron ganar otro combate titular en Money in the Bank, pero fueron derrotados por Luke Gallows & Karl Anderson. Después de la derrota, comenzaron a fallar en la obtención de numerosas oportunidades de título, incluida una lucha por equipos contra el reintegrado Team Hell No (Daniel Bryan & Kane) en el episodio del 3 de julio y perdieron en la primera ronda de un torneo ante The Bar (Cesaro & Sheamus) en el episodio del 31 de julio. Después de meses de estar en el abismo de la división tag team, The Usos comenzó a tomar impulso, capitaneando al Team SmackDown en el evento Survivor Series, siendo precisamente quienes dieron la victoria a la marca sobre el Team Raw, liderados por The Bar. Continuaron su feudo con los europeos en torno al Campeonato de Parejas de SmackDown en un combate de triple amenaza, que también incluía a The New Day en TLC: Tables, Ladders & Chairs, pero no lograron capturar los títulos.
En el episodio del 29 de enero de 2019 de SmackDown, derrotaron a The Bar, The New Day y Heavy Machinery (Otis & Tucker), para obtener una lucha por el Campeonato de Parejas de SmackDown en Elimination Chamber, donde derrotaron a Shane McMahon & The Miz, ganando los títulos por cuarta vez. En el episodio del 26 de marzo, The Usos formaron parte de una lucha por equipos en la que perdieron ante sus antiguos rivales The New Day como muestra de respeto y para ayudar a Kofi Kingston a ganar una lucha por el Campeonato de la WWE en WrestleMania 35. Como castigo en la historia por su hazaña, estaban programados para defender los títulos contra The Bar, Aleister Black & Ricochet y Shinsuke Nakamura & Rusev en un Fatal 4-Way en WrestleMania, donde retendrían. Dos días después, en el episodio del 9 de abril de SmackDown, Jey y su hermano perdieron los títulos ante The Hardy Boyz. Como parte del WWE Superstar Shake-up, The Usos fueron reclutados para la marca Raw después de tres años en SmackDown Live. Entraron en un feudo con The Revival (Dash Wilder & Scott Dawson), mientras que también entraron en otra rivalidad con Daniel Bryan & Rowan, gracias a la regla Wild Card de WWE. Luego en Money in the Bank, derrotaron a Bryan y Rowan en una lucha no titular. Continúan su enemistad con The Revival, donde los dos equipos estarían intercambiando victorias entre sí. En el episodio del 10 de junio de Raw, ambos equipos compitieron en una lucha de triple amenaza por el Campeonato en Parejas de Raw contra los campeones Curt Hawkins & Zack Ryder, que ganarían Dawson y Wilder. En Extreme Rules, Jey y su hermano Jimmy desafiaron a The Revival por los títulos, donde no tuvieron éxito. Tras el arresto de Jimmy por DUI, el dúo estaría fuera de la televisión por el resto del año.

#### Etapa como luchador individual y The Bloodline (2020-presente)

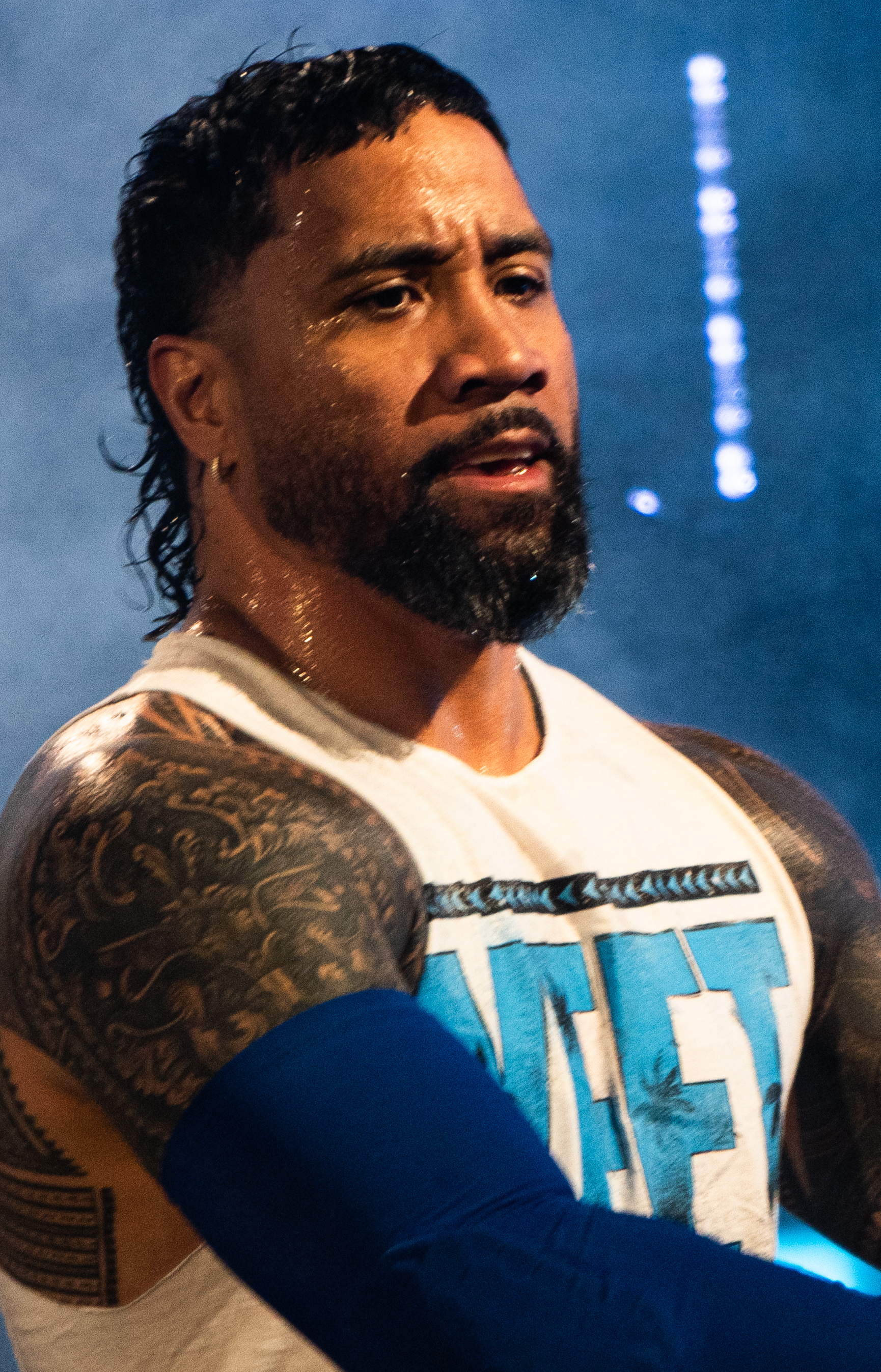
Jey Uso en 2024.

En el episodio del 3 de enero de 2020 de SmackDown, Jey hizo un regreso una vez más con Jimmy como aliado, ayudando a Roman Reigns de un ataque de King Corbin & Dolph Ziggler. The Usos luego compitieron por el Campeonato de Parejas de SmackDown en Elimination Chamber y WrestleMania 36, donde fracasaron en ambos eventos. Durante el combate en WrestleMania, Jimmy sufrió una lesión legítima en la rodilla, lo que lo dejó fuera de acción en el ring indefinidamente.
En el episodio del 4 de septiembre de SmackDown, después de que Big E fuera atacado y herido en una historia, Jey ocupó el lugar de éste en una Fatal 4-Way match contra King Corbin, Matt Riddle y Sheamus, cuyo ganador obtendría una oportunidad titular por el Campeonato Universal de la WWE en Clash of Champions contra Roman Reigns, quien se convirtió en heel previamente. Jey ganó el combate a cuatro bandas al cubrir a Riddle para ganar la primera oportunidad de campeonato individual de su carrera. No obstante, fue derrotado por Reigns cuando Jimmy apareció y arrojó una toalla en nombre de su hermano. Jey luego recibió una revancha en Hell in a Cell en un combate "I Quit" Hell in a Cell, pero perdió nuevamente. Después de dicho evento, Jey se alineó con Reigns, convirtiéndose así en heel en el proceso. En febrero de 2021, fue uno de los participantes en la Elimination Chamber match del evento homónimo, pero no pudo ganar el combate. Después en el episodio del 9 de abril, un día antes de WrestleMania 37, Jey ganó el André the Giant Memorial Battle Royal. Esto marcó su primer gran galardón individual en la WWE. Después de que Jimmy regresara de una lesión en el episodio del 7 de mayo de SmackDown, hubo una disputa inicial entre ellos antes de que todos se reconciliaran y formaran una facción, con Jimmy cambiando a heel al igual que Jey y Reigns. Durante el pre-show de Money in the Bank el 18 de julio, lograron capturar su quinto Campeonato de Parejas de SmackDown tras derrotar a The Mysterio (Rey & Dominik Mysterio). En SummerSlam, The Usos derrotarían otra vez a The Mysterio en una revancha para retener los títulos.
El 16 de enero de 2022, Jey y su hermano Jimmy batieron su récord anterior de 182 días como campeones de parejas de SmackDown con el reinado más largo. Después en WrestleMania 38, derrotaron a Shinsuke Nakamura & Rick Boogs para retener el título. El 8 de mayo en WrestleMania Backlash, The Bloodline derrotaron a RK-Bro (Randy Orton & Riddle & Drew McIntyre en una lucha por equipos de seis hombres. En el episodio del 20 de mayo de SmackDown, el dúo, con la interferencia externa de Reigns, derrotaron a RK-Bro para ganar el Campeonato en Parejas de Raw, convirtiéndose en los Campeones Indiscutibles en Parejas de la WWE. Esto le dio a The Usos su tercer reinado como Campeones de Parejas de Raw (y el primer reinado con el título desde 2014) y los convirtió en el primer equipo en tener los títulos de Raw y SmackDown simultáneamente. En Money in the Bank, retuvieron sus títulos indiscutibles contra The Street Profits de manera controvertida, cuando Jimmy cubrió a Montez Ford a pesar de que su hombro estaba fuera de la lona. Por ello es que se programó una revancha para SummerSlam con un árbitro invitado especial, que más tarde se reveló como Jeff Jarrett. El 18 de julio, The Usos superaron la marca de los 365 días como Campeones de Parejas de SmackDown, convirtiéndose en el primer equipo en ostentar los títulos por un reinado continuo de un año completo. En SummerSlam, retuvieron con éxito contra The Street Profits.
Más adelante en Crown Jewel el 5 de noviembre de 2022, Jey y Jimmy retuvieron con éxito los títulos contra The Brawling Brutes (Butch y Ridge Holland). En el episodio del 11 de noviembre de SmackDown, nuevamente retuvieron contra The New Day (Kofi Kingston & Xavier Woods), asegurando Jey que se convertirían en los campeones de parejas masculinos más antiguos en el roster principal de la WWE, un récord previamente establecido precisamente por The New Day a los 483 días. El 14 de noviembre, rompieron oficialmente el récord de The New Day para los campeonatos en parejas del roster principal, y luego, el 28 de noviembre, rompieron el récord de Gallus de 497 días con el Campeonato en Parejas de NXT UK para convertirse en los campeones en parejas con el reinado más largo la historia de la WWE, independientemente del campeonato. En Survivor Series WarGames el 26 de noviembre, The Bloodline (Jey, Jimmy, Roman Reigns, Solo Sikoa & Sami Zayn) derrotaron a The Brawling Brutes, Drew McIntyre & Kevin Owens en un WarGames match.
Desde finales de 2022 a inicios de 2023, las tensiones entre The Bloodline y Zayn resurgieron. Después de que Reigns retuvo el Campeonato Universal Indiscutible de la WWE en Royal Rumble contra Kevin Owens, los tres aparecieron para vapulear a Ownes, sin embargo después de que Zayn se negara a seguir castigandolo, luego golpeó a Reigns con una silla de acero. The Bloodline atacaron a Zayn mientras Jey miraba y finalmente abandonó el ring disgustado. Después del evento, Jey declaró en su cuenta de Instagram que "él está fuera" y no apareció en el siguiente episodio de SmackDown. Sin embargo, Jey aparecería en el episodio del 10 de febrero para retener el Campeonato de Parejas de SmackDown con Jimmy contra el equipo de Braun Strowman & Ricochet. Antes de que terminara el episodio, Reigns, a través de Paul Heyman, informó a The Usos que se quedaran en casa para el episodio de SmackDown y Elimination Chamber de la semana siguiente en Canadá. Esto estaba destinado a descartar a The Usos, ya que es posible que no puedan ingresar a ese país debido al historial de DUI de Jimmy, donde los cargos por DUI se toman más en serio. Sin embargo, Jey lo acompañaría en el evento para ayudar a Reigns a retener los títulos, y él mismo salió para evitar que Reigns golpeara a Zayn con una silla.
En el episodio del 6 de marzo de Raw, Jey apareció entre la multitud durante el combate de su hermano contra Zayn, que Jimmy perdió. Después del combate, Jey abrazó a Zayn y luego le dio una Superkick a este último, afirmando la lealtad de Jey a The Bloodline. Más adelante, The Usos y Solo Sikoa luego atacaron a Zayn antes de que Cody Rhodes saliera para auxiliar a Zayn. En el episodio del 20 de marzo, Owens & Zayn reunidos desafiaron a The Usos por el Campeonato Indiscutible en Parejas de la WWE en WrestleMania 39, que estos aceptaron. En la primera noche del evento el 1 de abril, los hermanos participaron en el evento principal de WrestleMania por primera vez en sus carreras, donde perdieron los títulos ante Owens y Zayn, poniendo así fin a su reinado en Raw en 316 días y su reinado récord en SmackDown en 622 días. Esta lucha también marcó la primera vez que una lucha por equipos en el evento principal de WrestleMania desde su evento inaugural. El combate fue calificado con cinco estrellas por el periodista Dave Meltzer y se convirtió en el octavo combate del roster principal de la WWE en recibir cinco estrellas y el primer combate de tanto Jey como de Jimmy en recibir tal calificación.
Jey apareció el 27 de mayo de 2023 en el evento Night of Champions junto con Jimmy para costarle a Reigns y Sikoa su combate por los Campeonatos Indiscutidos en Parejas de la WWE. En el episodio del 9 de junio de SmackDown, Paul Heyman le dio a Jey una oportunidad por el Campeonato de los Estados Unidos contra Austin Theory para convencerlo de que dejara a Jimmy, pero perdió el combate después de que éste le salvara a Jey de un ataque de Pretty Deadly. Aunque fue atacado por error mientras su hermano apuntaba a Sikoa, quien intentó atacar a Jimmy. La semana siguiente, Jey decidió ponerse del lado de Jimmy y dejó The Bloodline con una patada a Reigns, volviéndose face en el proceso. The Usos luego aplicaron superkicks a Sikoa y Reigns, oficializando su salida del grupo. En Money in the Bank, The Usos derrotaron a Reigns y Sikoa en un Bloodline Civil War con Jey siendo el primer hombre en hacerle el pinfall a Reigns desde 2019. Más adelante en SummerSlam, durante su combate contra Reigns por el Campeonato Universal Indiscutible de la WWE, Jey presentía que Jimmy lo traicionaba al sacarlo del ring mientras intentaba inmovilizar a Reigns y lo pateó, lo que le permitió a Reigns ganar. Sin embargo, en el episodio del 11 de agosto de SmackDown, explicó que la razón fue el temor de que si Jey se hubiera convertido en el nuevo Jefe Tribal, el poder lo habría corrompido. Entonces Jey respondió con superkicks a Reigns, Sikoa y finalmente a Jimmy, antes de declarar que dejaba la WWE.
Reapareció el 2 de septiembre de 2023 en el evento Payback, durante el segmento de "Grayson Waller Effect" con Cody Rhodes como invitado, y después de tantos insultos de parte de Grayson Waller, lo atacó con una superkick para luego anunciar su traspaso de SmackDown a Raw.
En el evento Fastlane, junto a Rhodes derrotaron a The Judgment Day para ganar el Campeonato Indiscutible en Parejas de la WWE convirtiendo a Jey es la primera persona que ha tenido dos veces dicho Campeonato. y logró su primer campeonato en pareja sin su hermano Jimmy.
El 1 de febrero de 2025, ganó la batalla real, otorgándole la oportunidad de retar por el Campeonato mundial pesado de la WWE, siendo su titular Gunther, quien el 19 de abril de 2025, en WrestleMania XLI, lo perderia ante Uso, convirtiéndose este último por primera vez campeón.

## Vida personal
Como se mencionó anteriormente, es de ascendencia samoana, proveniente de la prestigiosa familia Anoa'i. Entre los integrantes de la misma están su padre Rikishi, sus hermanos Jonathan y Joseph Fatu, sus primos Joe (Roman Reigns), Rodney (Yokozuna) y Matt Anoa'i. Es sobrino de Sam Fatu (The Tonga Kid), el difunto Eddie Fatu (Umaga), Afa Anoa'i y Sika Anoa'i. Está relacionado a través de una hermandad de sangre entre su bisabuelo, el reverendo Amituana'i, Peter Maivia, Jimmy Snuka, James Reiher-Snuka (Deuce), Sarona Snuka (Tamina) y Dwayne Johnson (The Rock).
Fatu se casó con su esposa Takecia Travis en 2015. Tienen dos hijos juntos.

### Problemas legales
Fatu fue arrestado en enero de 2018 por DUI en el condado de Hidalgo (Texas), después de competir en un evento en vivo de la WWE realizado en el Payne Arena. Fue puesto en libertad el mismo día después de pagar una fianza de reconocimiento personal de 500 dólares.
El 14 de febrero de 2019, su hermano, Jonathan, fue arrestado en Detroit (Míchigan), luego de una disputa con los agentes de policía cuando ellos y Trinity mediante un vehículo alquilado Dodge Journey por ella, fueron detenidos cuando conducían en dirección contraria en una calle de un solo sentido. La policía afirma que cuando se acercaron al vehículo, podían oler el alcohol desde el interior. Luego, los oficiales le pidieron a Trinity que saliera de la camioneta para poder hablar con ella. Luego, los oficiales afirmaron que Jonathan, el cónyuge de Trinity, salió del vehículo mientras los oficiales hablaban con Trinity y se quitó la camisa, luego procedió a caminar hacia los oficiales, lo que provocó que uno de los oficiales sacara su Taser. Sin embargo, la situación se calmó rápidamente y Fatu fue arrestado y acusado de alteración del orden público y obstrucción de la justicia. En marzo de 2019, se reveló que el abogado de Fatu llegó a un acuerdo de culpabilidad con los fiscales y, según las condiciones del acuerdo, Fatu no refutó la interferencia con un empleado del gobierno y se le ordenó pagar una multa de 450 dólares.
Como resultado de los cargos, a él y a su hermano generalmente se les ha prohibido ingresar a Canadá; se les otorgó un permiso especial para ingresar al país en febrero de 2023 para el evento Elimination Chamber, que se llevaba a cabo en Montreal.

## Campeonatos y logros
- ESPN

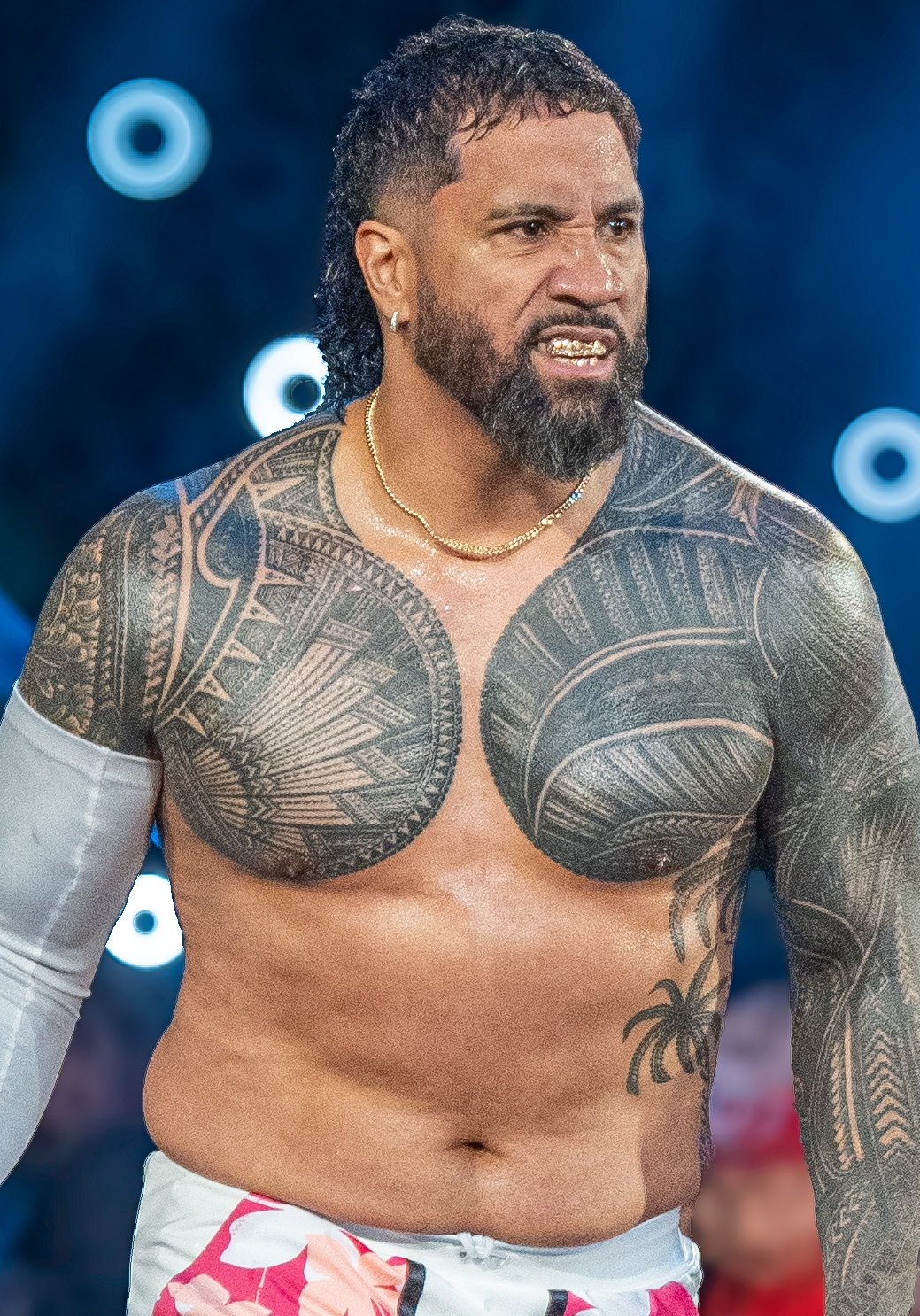
Uso en el Royal Rumble 2025, donde fue ganador tras eliminar, finalmente a John Cena.

  - Best storyline of the Year (2022) - como parte de The Bloodline
  - Tag team of the Year (2022) - junto a Jimmy Uso

- Florida Championship Wrestling
  - FCW Florida Tag Team Championship (1 vez) - con Jimmy Uso

- World Wrestling Entertainment/WWE
  - World Heavyweight Championship (1 vez)
  - WWE Intercontinental Championship (1 vez)
  - WWE/Raw Tag Team Championship (4 veces) - con Jimmy Uso (3), Cody Rhodes (1)
  - SmackDown Tag Team Championship (6 veces) - con Jimmy Uso (5), Cody Rhodes (1)
  - André the Giant Memorial Battle Royal (Séptimo ganador)
  - Men's Royal Rumble (2025)
  - Triple Crown Championship (trigésimo octavo)
  - Slammy Award (2 veces)
    - Tag Team of the Year (2014 y 2015)[11][12]

- Pro Wrestling Illustrated
  - Clasificado en el puesto n.º 291 en los PWI 500 de 2010[13]
  - Clasificado en el puesto n.º 192 en los PWI 500 de 2011[14]
  - Clasificado en el puesto n.º 91 en los PWI 500 de 2012[15]
  - Clasificado en el puesto n.º 110 en los PWI 500 de 2013[16]
  - Clasificado en el puesto n.º 26 en los PWI 500 de 2014[17]
  - Clasificado en el puesto n.º 72 en los PWI 500 de 2015[18]
  - Clasificado en el puesto n.º 90 en los PWI 500 de 2016[19]
  - Clasificado en el puesto n.º 83 en los PWI 500 de 2017[20]
  - Clasificado en el puesto n.º 65 en los PWI 500 de 2018[21]
  - Clasificado en el puesto n.º 62 en los PWI 500 de 2019[22]
  - Clasificado en el puesto n.º 183 en los PWI 500 de 2020[23]
  - Clasificado en el puesto n.º 45 en los PWI 500 de 2021[24]
  - Clasificado en el puesto n.º 139 en los PWI 500 de 2022[25]
  - Clasificado en el puesto n.º 17 en los PWI 500 de 2024[26]

- Wrestling Observer Newsletter
  - Lucha 5 estrellas (2023) junto con Jimmy Uso vs. Kevin Owens & Sami Zayn en WrestleMania 39 el 1 de abril